# El combate
El combate é uma telenovela mexicana, produzida pela Televisa e exibida em 1980 pelo El Canal de las Estrellas.

## Elenco
- Laura Flores - Mariana
- Ignacio López Tarso